# 长水镇
长水镇，是中华人民共和国河南省洛陽市洛宁县下辖的一个乡镇级行政单位。2017年3月16日，长水乡举行撤乡设镇仪式。

## 行政区划
长水镇下辖以下地区：
长水村、西长水村、后湾村、孟家峪村、丰衣口村、西寨村、王伙村、平峪村、梭洼村、三龙庙村、连山村、黄洼村和岭西村。